# Графиньи, Франсуаза де
Франсуаза де Графиньи (11 февраля 1695, Нанси, герцогство Лотарингия — 12 декабря 1758, Париж) — французская писательница, драматург, хозяйка литературного салона.

## Биография
Дочь драгуна. В семнадцать лет была выдана замуж за Франсуа Юге де Графиньи. Семейное счастье, если и было, то длилось недолго. Брак не был успешным и в 1720 году Франсуаза вернулась в родительский дом до разрешения конфликта. Её муж был признан почти невменяемым и помещён в один из монастырей Нёшато.
Позже поселилась в Люневиле при дворе герцога Лотарингии Леопольда, отца будущего императора Священной Римской Империи Франца I Стефана, где жила около пятнадцати лет до 1737 года.
В это время завела знакомство с мадемуазель де Гиз, впоследствии герцогиней де Ришельё, супругою Луи Франсуа Армана дю Плесси Ришельё, которая пригласила мадам де Графиньи в Париж под своё покровительство. Замок Сире-сюр-Блаз в Шампани, где живут Вольтер и его пассия мадам дю Шатле, стал одной из остановок на её долгом пути в Париж. Знакомство с Вольтером состоялось ещё в 1735 году, когда тот укрылся на месяц в Люневиле, опасаясь последствий своей сатирической поэмы «Орлеанская девственница».
Покровительство герцогини де Ришельё длилось недолго, так как она умерла от туберкулёза в августе 1740 года. Жила при монастырях, пока не арендовала дом в Париже. Начала заводить новых друзей, литераторов, драматургов и артистов, в том числе, Грессе, Ф. Детуша, Ш. Дюкло, Ш. Колле, К. Кребийона, Лашоссе, П. де Мариво, Монкрифа, А. Пирона, К. Фагана и других. Её квартиру начинают посещать некоторые знатные особы, и таким образом зарождается её собственный будущий литературный салон. После выхода в свет в 1747 году «Писем перуанки» на почве их популярности салон мадам де Графиньи расцветает. В 1749—1750-е годы его посещают Вольтер, Дидро, д’Аламбер и Руссо, а в целом — весь литературный, философский и светский Париж.
В 1750—1757 годы мадам де Графиньи пользовалась литературной репутацией и весом в обществе. Её приняли в Академию Флоренции.

## Творчество
Франсуаза де Графиньи оставила около двух с половиной тысяч писем. В них отражены литературные, общественные и политические новости, а также личные подробности, дающие представление о жизни женщины в XVIII веке. Её письма зимы 1738-39 года — бесценный источник сведений о частной жизни Вольтера и мадам дю Шатле.
Она автор романа «Письма перуанки» (1747), пьес «Сения» (1750) и «Дочь Аристида» (1758), «Испанской новеллы» (1745) и сказки-пародии «Принцесса Азероль» (1745).
Главный её труд, «Письма перуанки» (Lettres d’une Péruvienne), написанный под впечатлением от труда Инки Гарсиласо де ла Веги, пользовался огромной популярностью в XVIII веке. Судя по исследованиям частных библиотек, это была одна из самых читаемых книг своего времени. Критика так же, как и читающая публика, встретила эпистолярный роман с воодушевлением, подчеркивая удачное сочетание в нём чувства и размышлений. Книга была переведена на английский, итальянский, немецкий, польский, испанский и португальский языки.

### Избранные публикации
- Nouvelle espagnole ou Le mauvais exemple produit autant de vertus que de vices, in Recueil de ces Messieurs, 1745
- La Princesse Azerolle, in Cinq Contes de fées, 1745
- Lettres d’une Péruvienne, 1747, изд. 1752
- Cénie, 1750
- La Fille d’Aristide, 1758
- Ziman et Zenise, 1747, изд. 1770
- Phaza, 1747, изд. 1770
- La Vie privée de Voltaire et de Mme Du Châtelet (1738-39), 1820
- Les Saturnales, 1752,